# Municipio de Sebewa
El municipio de Sebewa (en inglés: Sebewa Township) es un municipio ubicado en el condado de Ionia en el estado estadounidense de Míchigan. En el año 2010 tenía una población de 1171 habitantes y una densidad poblacional de 12,57 personas por km².

## Geografía
El municipio de Sebewa se encuentra ubicado en las coordenadas 42°48′25″N 85°1′29″O / 42.80694, -85.02472. Según la Oficina del Censo de los Estados Unidos, el municipio tiene una superficie total de 93.19 km², de la cual 93,09 km² corresponden a tierra firme y (0,11 %) 0,1 km² es agua.

## Demografía
Según el censo de 2010, había 1171 personas residiendo en el municipio de Sebewa. La densidad de población era de 12,57 hab./km². De los 1171 habitantes, el municipio de Sebewa estaba compuesto por el 98,29 % blancos, el 0,26 % eran afroamericanos, el 0,09 % eran amerindios, el 0,34 % eran asiáticos, el 0,6 % eran de otras razas y el 0,43 % eran de una mezcla de razas. Del total de la población el 2,31 % eran hispanos o latinos de cualquier raza.